# Біура
Бі́ура (кат. Biure) - муніципалітет, розташований у Автономній області Каталонія, в Іспанії. Знаходиться у районі (кумарці) Алт-Ампурда провінції Жирона, згідно з новою адміністративною реформою перебуватиме у складі баґарії Жирона.

## Населення
Населення міста (у 2007 р.) становить 245 осіб (з них менше 14 років - 13,5%, від 15 до 64 - 66,9%, понад 65 років - 19,6%). У 2006 р. народжуваність склала 5 осіб, смертність - 3 особи, зареєстровано 0 шлюбів. У 2001 р. активне населення становило 114 осіб, з них безробітних - 6 осіб.

Серед осіб, які проживали на території міста у 2001 р., 185 народилися в Каталонії (з них 158 осіб у тому самому районі, або кумарці), 32 особи приїхали з інших областей Іспанії, а 16 осіб приїхало з-за кордону. 

Університетську освіту має 8% усього населення. 

У 2001 р. нараховувалося 99 домогосподарств (з них 34,3% складалися з однієї особи, 26,3% з двох осіб,20,2% з 3 осіб, 12,1% з 4 осіб, 5,1% з 5 осіб, 0% з 6 осіб, 2% з 7 осіб, 0% з 8 осіб і 0% з 9 і більше осіб).

Активне населення міста у 2001 р. працювало у таких сферах діяльності : у сільському господарстві - 6,5%, у промисловості - 14,8%, на будівництві - 20,4% і у сфері обслуговування -58,3%. 

 У муніципалітеті або у власному районі (кумарці) працює 34 особи, поза районом - 79 осіб.

### Безробіття
У 2007 р. нараховувалося 7 безробітних (у 2006 р. - 6 безробітних), з них чоловіки становили 28,6%, а жінки - 71,4%.

## Економіка

### Підприємства міста

#### Роздрібна торгівля
| \| Підприємства роздрібної торгівлі міста, за сферою діяльності \| Підприємства роздрібної торгівлі міста, за сферою діяльності \| Підприємства роздрібної торгівлі міста, за сферою діяльності \| \| Рік \| 2002 р. \| 2001 р. \| \| ------------------------------------------------------------ \| ------------------------------------------------------------ \| ------------------------------------------------------------ \| \| Продукти харчування \| 37,5% \| 33,3% \| \| Одяг та взуття \| 0% \| 0% \| \| Товари для дому \| 25% \| 16,7% \| \| Книги та періодичні видання \| 0% \| 0% \| \| Промислова хімічна продукція \| 12,5% \| 16,7% \| \| Продукція, пов'язана з транспортними засобами \| 0% \| 0% \| \| Інше \| 25% \| 33,3% \| \| Усього підприємств \| 8 \| 6 \| |         |         |
| Підприємства роздрібної торгівлі міста, за сферою діяльності |         |         |
| Рік | 2002 р. | 2001 р. |
| Продукти харчування | 37,5%   | 33,3%   |
| Одяг та взуття | 0%      | 0%      |
| Товари для дому | 25%     | 16,7%   |
| Книги та періодичні видання | 0%      | 0%      |
| Промислова хімічна продукція | 12,5%   | 16,7%   |
| Продукція, пов'язана з транспортними засобами | 0%      | 0%      |
| Інше | 25%     | 33,3%   |
| Усього підприємств | 8       | 6       |

#### Сфера послуг
| \| Підприємства міста, що працюють у сфері послуг, за діяльністю \| Підприємства міста, що працюють у сфері послуг, за діяльністю \| Підприємства міста, що працюють у сфері послуг, за діяльністю \| \| Рік \| 2002 р. \| 2001 р. \| \| ------------------------------------------------------------- \| ------------------------------------------------------------- \| ------------------------------------------------------------- \| \| Гуртова торгівля \| 16,7% \| 10% \| \| Готелі та готельний бізнес \| 16,7% \| 30% \| \| Транспорт та зв'язок \| 16,7% \| 10% \| \| Посередницькі фінансові послуги \| 0% \| 10% \| \| Послуги підприємствам \| 16,7% \| 10% \| \| Послуги фізичним особам \| 0% \| 10% \| \| Нерухомість та ін. \| 33,3% \| 20% \| \| Усього підприємств \| 6 \| 10 \| |         |         |
| Підприємства міста, що працюють у сфері послуг, за діяльністю |         |         |
| Рік | 2002 р. | 2001 р. |
| Гуртова торгівля | 16,7%   | 10%     |
| Готелі та готельний бізнес | 16,7%   | 30%     |
| Транспорт та зв'язок | 16,7%   | 10%     |
| Посередницькі фінансові послуги | 0%      | 10%     |
| Послуги підприємствам | 16,7%   | 10%     |
| Послуги фізичним особам | 0%      | 10%     |
| Нерухомість та ін. | 33,3%   | 20%     |
| Усього підприємств | 6       | 10      |

## Житловий фонд
У 2001 р. 0% усіх родин (домогосподарств) мали житло метражем до 59 м², 5,1% - від 60 до 89 м², 47,5% - від 90 до 119 м² і
47,5% - понад 120 м².

З усіх будівель у 2001 р. 27,8% було одноповерховими, 68,1% - двоповерховими, 4,2
% - триповерховими, 0% - чотириповерховими, 0% - п'ятиповерховими, 0% - шестиповерховими,
0% - семиповерховими, 0% - з вісьмома та більше поверхами.

## Автопарк
| \| Автомобілі, зареєстровані у місті, за призначенням \| Автомобілі, зареєстровані у місті, за призначенням \| Автомобілі, зареєстровані у місті, за призначенням \| \| Рік \| 2006 р. \| 2005 р. \| \| -------------------------------------------------- \| -------------------------------------------------- \| -------------------------------------------------- \| \| Приватні автомобілі \| 57,8% \| 59,2% \| \| Мотоцикли \| 15,2% \| 14,2% \| \| Вантажівки \| 25,2% \| 25% \| \| Трактори \| 0% \| 0% \| \| Автобуси та ін. \| 1,9% \| 1,5% \| \| Усього автомобілів \| 270 шт. \| 260 шт. \| |         |         |
| Автомобілі, зареєстровані у місті, за призначенням |         |         |
| Рік | 2006 р. | 2005 р. |
| Приватні автомобілі | 57,8%   | 59,2%   |
| Мотоцикли | 15,2%   | 14,2%   |
| Вантажівки | 25,2%   | 25%     |
| Трактори | 0%      | 0%      |
| Автобуси та ін. | 1,9%    | 1,5%    |
| Усього автомобілів | 270 шт. | 260 шт. |

## Вживання каталанської мови
У 2001 р. каталанську мову у місті розуміли 98,7% усього населення (у 1996 р. - 98,2%), вміли говорити нею 88% (у 1996 р. - 
89,1%), вміли читати 85,3% (у 1996 р. - 85,5%), вміли писати 57,3
% (у 1996 р. - 40,9%). Не розуміли каталанської мови 1,3%.

## Політичні уподобання
У виборах до Парламенту Каталонії у 2006 р. взяло участь 137 осіб (у 2003 р. - 134 особи). Голоси за політичні сили розподілилися таким чином:
| \| Вибори до Парламенту Каталонії \| Вибори до Парламенту Каталонії \| Вибори до Парламенту Каталонії \| \| Рік \| 2006 р. \| 2003 р. \| \| -------------------------------------- \| ------------------------------ \| ------------------------------ \| \| Конвергенція та Єднання (CiU) \| 35,8% \| 34,3% \| \| Соціалістична партія Каталонії (PSC) \| 21,9% \| 26,1% \| \| Народна партія (PP) \| 3,6% \| 4,5% \| \| Ініціатива за зелену Каталонію (IC) \| 7,3% \| 8,2% \| \| Республіканська лівиця Каталонії (ERC) \| 27,7% \| 26,1% \| \| Громадянська партія (C's) \| 1,5% \| 0% \| \| Інші \| 2,2% \| 0,7% \| |         |         |
| Вибори до Парламенту Каталонії |         |         |
| Рік | 2006 р. | 2003 р. |
| Конвергенція та Єднання (CiU) | 35,8%   | 34,3%   |
| Соціалістична партія Каталонії (PSC) | 21,9%   | 26,1%   |
| Народна партія (PP) | 3,6%    | 4,5%    |
| Ініціатива за зелену Каталонію (IC) | 7,3%    | 8,2%    |
| Республіканська лівиця Каталонії (ERC) | 27,7%   | 26,1%   |
| Громадянська партія (C's) | 1,5%    | 0%      |
| Інші | 2,2%    | 0,7%    |